# William E. Glasscock

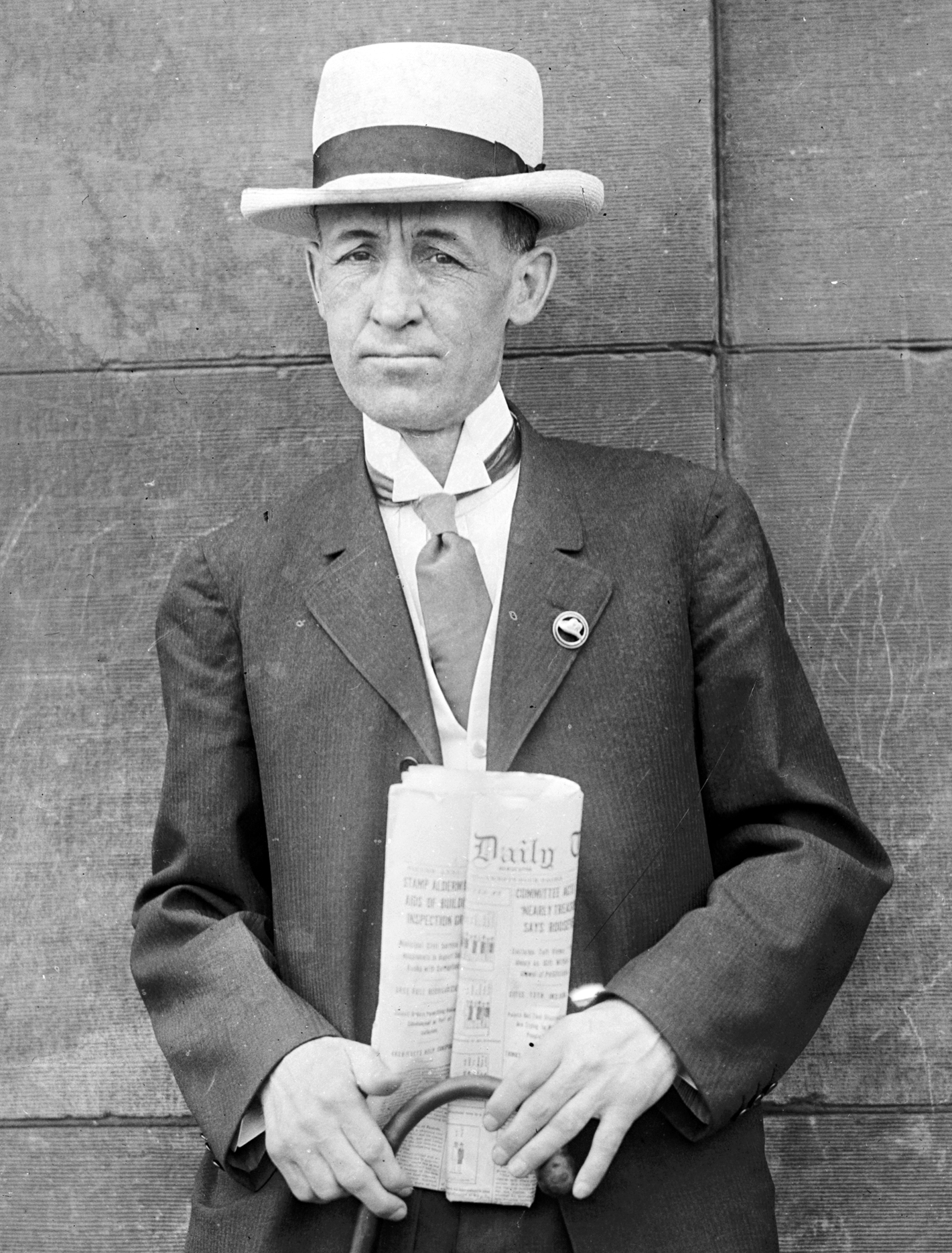
William E. Glasscock

William Ellsworth Glasscock (* 13. Dezember 1862 im  Monongalia County, West Virginia; † 12. April 1925 in Morgantown, West Virginia) war ein US-amerikanischer Politiker und von 1909 bis 1913 der 13. Gouverneur des Bundesstaates West Virginia.

## Frühe Jahre und politischer Aufstieg
William Glasscock besuchte die West Virginia University. Danach war er Leiter der Schulbehörde im Monongalia County. Dieses Amt übte er von 1887 bis 1890 aus. Danach war er am Bezirksgericht angestellt und fungierte als Steuereinnehmer in seinem Bezirk. Nach einem Jurastudium an der Law School der West Virginia University und seiner Zulassung als Rechtsanwalt im Jahr 1903 praktizierte er in Morgantown als Jurist. Einer seiner wichtigsten Klienten war der US-Senator Stephen Benton Elkins. Glasscock war ein führendes Mitglied der Republikanischen Partei in West Virginia und zeitweise sogar Chef der Staatspartei. Im Jahr 1908 gewann er mit 50,7 Prozent der Stimmen die Gouverneurswahl gegen den Demokraten Louis Bennett.

## Gouverneur von West Virginia
Glasscocks vierjährige Amtszeit begann am 4. März 1909. In seiner Zeit wurde dem aufkommenden Automobilverkehr mit der Gründung eines Verkehrsministeriums Rechnung getragen. Außerdem wurden ein eigenständiges Landwirtschaftsministerium und eine Dienstleistungskommission eingerichtet. Überschattet wurde seine Amtszeit durch einen Konflikt um die Ernennung zweier US-Senatoren. Dadurch kam es zu einer Opposition gegen den Gouverneur, die dessen weitere Pläne blockierte. Das andere große Problem am Ende seiner Amtszeit waren Arbeiterunruhen im Kohlebergbau. Im Kanawha County traten die Bergarbeiter wegen schlechter Arbeitsbedingungen in den Streik, der zur Gewalt eskalierte. Der Gouverneur verhängte in seinem letzten Regierungsjahr gleich dreimal das Kriegsrecht über die Region und setzte die Nationalgarde gegen die Streikenden ein.
Nach Ablauf seiner Amtszeit zog sich Glasscock nach Morgantown zurück, wo er wieder als Anwalt arbeitete. Dort ist er 1925 auch gestorben. Er war mit Mary Alice Miller verheiratet.